# Saint-Gonnery
Saint-Gonnery é uma comuna francesa na região administrativa da Bretanha, no departamento Morbihan. Estende-se por uma área de 16,32 km². Em 2010 a comuna tinha 1 128 habitantes (densidade: 69,1 hab./km²).